# Pia de’ Tolomei
A Pia de’ Tolomei Gaetano Donizetti kétfelvonásos operája (opera seria). A szövegkönyvet Salvadore Cammarano írta Bartolomeo Sestini azonos című regénye alapján. 
1837. február 18-án mutatták be először a velencei Teatro Apollóban. A fogadtatás vegyes volt, és a zeneszerző nagy csalódására pontosan az általa legjobbnak tartott áriát, a finálét értékelték a legkevésbé. Még távozása előtt megígérte a társulat impresszáriójának, hogy átírja az operát. 
A módosított változatot 1837. július 31-én mutatták be Sinigagliában. Ősszel (szeptember 30.) Nápolyban is bemutatták, jelentősen átdolgozva, mivel a helyi cenzorok jelentős változtatásokat rendeltek el. Magyarországon még nem játszották.

## Szereplők
| Szereplő                          | Hangfekvés | Az ősbemutató szereposztása (Velence) |
| --------------------------------- | ---------- | ------------------------------------- |
| Pia, Nello felesége               | szoprán    | Fanny Tacchinardi Persiani            |
| Ghino Degli Armieri, Nello sógora | tenor      | Antonio Poggi                         |
| Nello Della Pietra                | bariton    | Giorgio Ronconi                       |
| Rodrigo, Pia testvére             | alt        | Rosina Mazzarelli                     |
| Piero, egy remete                 | basszus    | Alessandro Meloni                     |
| Ubaldo, Nello szolgája            | tenor      | Alessandro Giacchini                  |
| Bice                              | szoprán    | Marietta Bramati                      |
| Lamberto, szolgáló                | basszus    | Alessandro Cecconi                    |
| Szolgálók, remeték.               |            |                                       |

## Cselekménye
Helyszín: Siena
Idő: 1260
Ghino reménytelenül szerelmes Piába, sógorának, Nellónak a feleségébe, aki a ghibellinek egyik meghatározó vezére. Amikor Pia visszautasítja közeledését, a bosszús Gino azt hazudja sógorának, hogy kezébe került egy üzenet, amelyből kiderül, hogy Pia házasságtörést követett el. A féltékeny Nello elmegy a Gino által megjelölt helyre, hogy bizonyosságot szerezzen felesége hűtlenségéről. Megtalálja Piát egy férfi társaságában, viszont nem tudja, hogy az a férfi tulajdonképpen a nő testvére, Rodrigo, egy guelf, akit az ő fogságában van, a többi guelffel együtt. Pia megpróbálja kimenteni testvérét Nello fogságából, ezért találkozott vele. A dühös Nello rájuk tör. Rodrigo elmenekül. Nello házasságtöréssel vádolja meg Piát és börtönbe záratja. Ghino meglátogatja a nőt és felajánlja, hogy szerelméért cserébe kiszabadítja, ám Pia továbbra is ellenszegül közeledésének. Ghinót meghatja a nő hűsége és tántoríthatatlansága és bevallja Nellónak tetteit, ámde későn mert a féltékeny férj már kiadta a parancsot felesége megmérgezésére. A börtönbe szalad, remélve, hogy sikerül időben közbelépnie, de a felesége már haldoklik. Halála előtt Pia megbocsát férjének és testvére szabadságát kéri tőle.